# بارب أسود

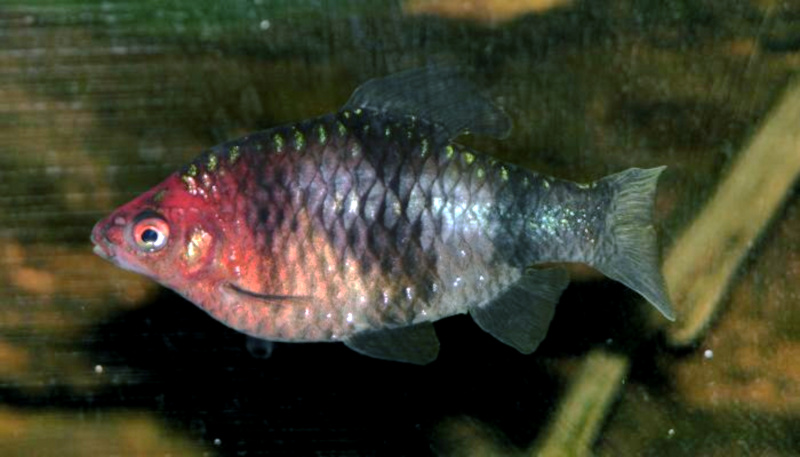

بارب أسود (باللاتينية: Puntius nigrofasciatus)، (بالإنجليزية: Black ruby barb)  تنتمي لعائلة  شبوطيات.